# Перейра, Жозе (футболист)
Жозе́ Пере́йра (порт. José Pereira; род. 15 сентября 1931, Торриш-Ведраш) — португальский футболист, игравший на позиции вратаря за клубы «Белененсеш» и «Бейра-Мар», а также национальную сборную Португалии, в составе которой стал бронзовым призёром чемпионата мира 1966 года.

## Клубная карьера
Перейра начал свою карьеру в 1952 году в «Белененсеше», в котором провёл большую часть своей карьеры. С этим клубом он выиграл Кубок Португалии в 1960 году и четырежды принимал участие в Кубке ярмарок. В 1967 году перешёл в «Бейра-Мар», где завершил свою активную карьеру в 1971 году. После завершения карьеры почти в 40 лет переехал с женой в Барселону, полностью удалившись от футбольного мира.

## Карьера в сборной
19 апреля 1965 года, в возрасте почти 34 лет, Перейра дебютировал за национальную сборную в матче отборочного турнира чемпионата мира 1966 года против Турции (1:0). После выхода в финальный турнир тренер Отто Глория включил его в заявку сборной Португалии на Мундиаль. Первый матч группового этапа против Венгрии в воротах Португалии провёл Жуакин Карвалью, но после этого Перейра выходил на поле во всех следующих играх турнира, внеся вклад в завоевание Португалией бронзовых медалей.
13 ноября 1966 года он провёл свой последний матч за сборную в рамках отборочного турнира чемпионата Европы 1968 года против Швеции (1:2). 19 декабря 1966 года был награждён серебряной медалью ордена Инфанта дона Энрике. Всего Перейра провёл одиннадцать матчей за сборную Португалии.

## Статистика в сборной
| Матчи Перейры за сборную Португалии | Матчи Перейры за сборную Португалии | Матчи Перейры за сборную Португалии | Матчи Перейры за сборную Португалии | Матчи Перейры за сборную Португалии | Матчи Перейры за сборную Португалии | Матчи Перейры за сборную Португалии |
| ----------------------------------- | ----------------------------------- | ----------------------------------- | ----------------------------------- | ----------------------------------- | ----------------------------------- | ----------------------------------- |
| №                                   | Дата                                | Оппонент                            | Счёт                                | Пропущено голов                     | Соревнование                        |                                     |
| 1                                   | 19 апреля 1965 года                 | Турция                              | 1:0                                 | —                                   | Отбор чемпионата мира 1966          |                                     |
| 2                                   | 25 апреля 1965 года                 | Чехословакия                        | 1:0                                 | —                                   | Отбор чемпионата мира 1966          |                                     |
| 3                                   | 13 июня 1965 года                   | Румыния                             | 2:1                                 | 1                                   | Отбор чемпионата мира 1966          |                                     |
| 4                                   | 24 июня 1965 года                   | Бразилия                            | 0:0                                 | —                                   | Товарищеский матч                   |                                     |
| 5                                   | 18 июня 1966 года                   | Шотландия                           | 1:0                                 | —                                   | Товарищеский матч                   |                                     |
| 6                                   | 16 июля 1966 года                   | Болгария                            | 3:0                                 | —                                   | Чемпионат мира 1966                 |                                     |
| 7                                   | 19 июля 1966 года                   | Бразилия                            | 3:1                                 | 1                                   | Чемпионат мира 1966                 |                                     |
| 8                                   | 23 июля 1966 года                   | КНДР                                | 5:3                                 | 3                                   | Чемпионат мира 1966                 |                                     |
| 9                                   | 26 июля 1966 года                   | Англия                              | 1:2                                 | 2                                   | Чемпионат мира 1966                 |                                     |
| 10                                  | 29 июля 1966 года                   | СССР                                | 2:1                                 | 1                                   | Чемпионат мира 1966                 |                                     |
| 11                                  | 13 ноября 1966 года                 | Швеция                              | 1:2                                 | 2                                   | Отбор чемпионата Европы 1968        |                                     |

Итого: 11 матчей и 10 пропущенных голов; 8 побед, 1 ничья, 2 поражения, 5 «сухих» матчей.

## Достижения
- Кубок Португалии: 1960